# Eging am See
Eging am See, Eging a. See – gmina targowa w Niemczech, w kraju związkowym Bawaria, w rejencji Dolna Bawaria, w regionie Donau-Wald, w powiecie Pasawa. Leży około 20 km na północny zachód od Pasawy, nad rzeką Große Ohe, przy autostradzie A3.

## Dzielnice
W skład gminy wchodzą dwie dzielnice: Eging am See, Garham.

## Demografia
| Rok  | Liczba mieszk. |
| ---- | -------------- |
| 1970 | 2 917          |
| 1987 | 3 208          |
| 2000 | 3 742          |

## Oświata
(na 1999)

W gminie znajduje się przedszkole (75 miejsc i 81 dzieci) oraz szkoła podstawowa (20 nauczycieli, 338 uczniów).